# Optineurina
L'optineurina és una proteïna multifuncional que als humans està codificada pel gen OPTN. Certes mutacions d'aquest gen estan lligades a certes malalties neurodegeneratives, com l'esclerosi lateral amiotròfica, la malaltia de Paget o el glaucoma.
L'optineurina és una proteïna adaptadora multifuncional que està implicada en diverses vies de tràfic vesicular. Té la capacitat d’actuar com un adaptador o regulador de senyals per coordinar moles funcions cel·lulars degut a les seves interaccions amb una sèrie de protïnes com la miosina VI, la huntingtina, la Rab8 i la cinasa 1. Per tant, com a conseqüència de les seves diverses interaccions i les seves diverses funcions, resulta un component essencial en diverses vies homoestàtiques, com el tràfic de proteïnes i el manteniment d’orgànuls.

## Estructura
Es tracta d'una proteïna formada per un total de 16 exons. Els tres primers exons son no codificants a la regió 5'-UTR, mentre que els altres tretze codifiquen 577 aminoàcids. Es troba present en una gran quantitat de teixits humans, com el cor, el cervell, la placenta o els ronyons. També es pot trobar en teixits oculars com la retina. A dins de la cèl·lula, es localitza a la zona de l'aparell de Golgi, en estructures vesiculars esteses al citoplasma. En els humans, es troba codificada al cromosoma 10p14-p15. S'ha trobat localitzada en animals vertebrats com la gallina o la granota, però encara no s'ha aconseguit localitzar en invertebrats, plantes i llevats. És una proteïna formada per varies hèlixs superenrotllades, així com una cremallera de leucina, una unió de ubiquitina i un dit de zinc a l'extrem carboxílic.

## Funcions
L’optineurina es tracta d’una proteïna amb diverses funcions. Aquesta proteïna s’implica en moltes vies de senyalització i processos cel·lulars. Desenvolupa una interacció amb el adenovirus E3-12.7K i pot utilitzar les vies del factor de necrosis tumoral alfa i així, controlar l'apoptosi, l'inflamació o la vasoconstricció. A més, funciona en el tràfic de membrana, de vesícules i l'activació de la transcripció degut a les seves interaccions amb proteïnes de tipus RAB8, huntingtina i el factor de transcripció IIIA. En general, es poden considerar tres principals mecanismes protectors: regulació de l'autofàgia selectiva, regulació de la senyalització inflamatòria i protecció contra la mort cel·lular.
Les mutacions a OPTN en aquests processos cel·lulars casualment poden conduir a malalties. Malgrat el coneixement actual sobre el paper d’OPTN en aquestes activitats protectores, encara es sap poc sobre els mecanismes moleculars darrere de les mutacions d'OPTN associades a la malaltia. Per altra banda, per aclarir la importància d’aquestes mutacions per al desenvolupament de malalties i entendre millor les funcions biològiques d’OPTN és molt important el desenvolupament de models d’activació d’OPTN que expressin mutacions associades a malalties específiques. S’ha de tenir en compte que la majoria d’aquestes mutacions mai s’han validat in vivo, i només s’han estudiat sobre la sobreexpressió en models de cultiu cel·lular.
A més, no té cap activitat enzimàtica. Les interaccions de l'optineurina amb diverses proteïnes estan mediades per llocs d'unió ben definits. L'Optineurina interacciona amb la monoubiquitina amb baixa afinitat a través de la seva UBD. S'uneix a cadenes de poliubiquitina enllaçades amb Lys 63 i lineals (enllaçades de cap a cua) amb alta afinitat. No interacciona amb les cadenes de poliubiquitina enllaçades amb Lys48. Aquesta selectivitat d'interacció amb cadenes de poliubiquitina lineals i lligades a Lys63 està mediada pels dominis UBD i de zinc, que s'uneixen a la ubiquitina. Una mutació puntual en UBD, D474N, suprimeix la seva unió a la ubiquitina. Aquesta funció d'unió a la ubiquitina de l'optineurina està implicada en la mediació de la major part de la seva funció.

### Senyalització i tràfic de membranes
L’optineurina regula cascades de senyalització en la resposta innata del sistema imnune. Els estudis han demostrart que la optineurina actua “upstream” de la NF-kB, d’aquesta manera regula la seva activitat negativament. Així, cinasa-1 associada al receptor de la interleucona -1  juntament amb el  tumour necrosis factor (TNF) receptor-associated factor 6 (TRAF6) activen la resposta immunitària innata i es degrada independentment del proteosoma. L’OPTN s’uneix a IRAK1 i prevé la poliubiquitinació de TRAF6, que és fonamental per a la seva mediació amb NF-kB. OPTN també inhibeix l’activació de NF-kB a través d’una interacció del C-terminal amb la deubiquitinasa CYLD. Aquesta interacció media una interacció que serà posterior entre CYLD i RIP. El RIP actua com un adaptador en la ubiquitinació de NEMO el qual detecta el complex de cinasa IkB. A més, NEMO competeix directament amb OPTN per la unió a RIP ubiquitilada i OPTN recluta CYLD que desubiquitina RIP per inhibir l’activació de NF-kB. Actualment, s’ha demostrat que l’activació de la senyalització del receptor de les cèl·lules T desencadena la degradació de l’optineurina per superar la regulació negativa de l’optineurina de la senyalització NF-kB, que actua per suprimir l’activació de les cèl·lules T. També, NF-kB regula l’expressió de l’OPTN, això suggereix que hi ha un bucle de retroalimentació negativa per garantir la regulació adequada de la senyalització de NF-kB. A més, l’optineurina inhibeix la resposta immune innata antiviral dirigint-se a CYLD a TBK1 per suprimir la seva activitat quinasa, inhibint posteriorment la producció de l’interferó.
Per una altra banda, l’optineurina s’associa amb Htt i Rab8 al golgi, així actua com a part d’un complex per regular el tràfic de proteïnes post-Golgi, aquestes proteïnes estan ordenades pel complex clatrina 1B i miosina V1. Una mutació en l’Htt pot fer que el complex OPTN-Rab8 es desacopli i produir una disminució de tràfic de vesícules en el aparell de golgi tardà. A més Htt funciona com una part de les vies de tràfic de membranes, és per això que un defecte en el gen Htt esdevé un gran impacte en la funció de la optinuerina. Per l’altra banda, el Rab8 és un compost crític en la via de la biosíntesi de la xarxa trans-Golgi, a part de la seva implicació d'altres rutes endosomiques discretes. Així doncs, s’ha demostrat que la interacció de la optineurina amb la proteïna activadora Rab TBC1D17 regula la formació dels túbuls del reticle endoplasmàtic que depenen de Rab 8 i també del reciclatge del receptor de transferrina. Per una altra banda, si la Plk1 fosforilitza la optineurina es converteix en SER177, que dissocia l’optineurina del Golgi a través de l’abrogació d’una interacció Rab8, facilitant la seva translocació al nucli afavorint la progressió mitòtica de la cèl·lula amb la regulació del gen Plk1.
Optineurin també funciona després de Golgi per facilitar la fusió de vesícules secretores a la membrana plasmàtica mitjançant una interacció amb la miosina VI (24). Per tant, l'optineurina pot participar com a proteïna adaptadora "clau" dins d'aquests complexos per mantenir l'organització de Golgi i coordinar múltiples rutes de tràfic post-Golgi.
A més s’ha demostrat que l’OPTN és essencial per tal de reclutar la TBK1 uniquitilada a l’aparell de Golgi el qual és important per l’activació de TBK1 després de la detecció de l’ARN viral en una resposta immune.
En conlusió, sembla que la interacció de l’optineurina amb el golgi a través interacció amb Rab8 recluta TBK1 ubiquitilada, així actuant com un precursor impresincible per l’activació d’aquest complex heterodimèric. L’estabilització del comples TBK1/optineurina a través de la ubiquitina podria permetre la propagacxió de la senyalització mediadada per la optineurina, a més d’augmentar la seva finitat per LC3 i promoure la progressió de l’autofàgia.

### OPTN i autofàgia
L'autofàgia és una via de degradació lisosomal important per a l'eliminació d'agregats de proteïnes, bacteris intracel·lulars i orgànuls cel·lulars danyats. Per tant, es podria dir que un cop identificada l’optineurina com a receptor d’autofàgia va iniciar una nova etapa de recerca sobre aquesta proteïna.
L’optineurina pot actuar com un receptor clàssic, caracteritzat pels motius UBD i LIR, i com un receptor no clàssic que experimenta autofàgia independent d'ubiquitina. L’optineurina, similar a p62, pot experimentar una degradació autofàgica i té capacitat per polimeritzar-se. Aquestes troballes ressalten les múltiples funcions de l'optineurina com a transportador de càrrega, regulador i substrat per a l'autofàgia. Gràcies a la seva interacció amb la miosina VI, l’optineurina també vincula la miosina VI amb la maduració de l'autofagosoma i la posterior fusió amb el lisosoma.
A més a més, l’OPTN és clau en la xenofàgia, la mitofàgia, l'agrefàgia, així com en la supressió de tumors. I es creu que fins i tot podria estar implicada en altres processos autofàgics, com l'eliminació de ribosomes (ribofàgia), peroxisomes (pexofàgia) i reticle endoplàsmic excedent (reticulofàgia).
Els mitocondris danyats s'eliminen a través de la mitofàgia, un procés en què es conjuga la ubiquitina amb proteïnes de membrana externa mitocondrial reclutant OPTN. A més, involucra la cinasa PINK1 i la ubiquitina ligasa E3 Parkin. Aquest procés implica la fosforilació d’optineurina dependent de TBK1 que promou la degradació autofagosòmica dels mitocondris.

#### Implicació de l'autofàgia en malalties associades a optineurina
L'autofàgia contribueix a l'homeòstasi cel·lular bàsica, com l'eliminació d'agregats de proteïnes acumulats durant la malaltia, l'envelliment i l’estrés a causa de pertorbacions en l'estructura o el plegament de les proteïnes; la renovació d’orgànuls com el reticle endoplasmàtic, els peroxisomes i els mitocondris (a través de la mitofàgia); i la regulació del metabolisme dels lípids (lipofàgia). L’opteurina quan muta o el seu nivell d’expressió s’altera pot provocar càncer o malalties neurodegeneratives com glaucoma o ELA en què estan implicades la disfunció mitocondrial i l’agregació de proteïnes. La malaltia de paget, un trastorn ossi crònic caracteritzat per un augment del recanvi ossi, també es pot desenvolupar a través d’un mecanisme relacionat amb l’autofàgia ja que aquesta malaltia s’associa amb mutacions de p62 i optineurina. D’altra banda, l’optineurina pot ser de gran importància pels camps oculars ja que podria funcionar com a receptor de l’autofagia en la degeneració macular relacionada amb l’edat (malaltia de l’ull ocasionada per danys o deteriorament de la màcula, és a dir, l’envelliment retinà).
El tractament de malalties neurodegeneratives mitjançant la inducció de l'autofàgia continua sent propòsit a llarg termini, tot i que, s’estan realitzant esforços per induir l'autofàgia mitjançant fàrmacs. Per reduir els nivells de Htt i atenuar la toxicitat de Htt mutant als models de malaltia de cèl·lules, mosques i ratolins s’han utilitzat la rapamicina, un compost aprovat per l'Administració de Drogues i Aliments dels EUA i els seus anàlegs. L'efecte protector es va atribuir a una eliminació més gran de la proteïna mutant a través de l'autofàgia. Per tant, un coneixement més profund de les funcions de l’opteneurina en l’autofàgia podria conduir a enfocaments terapeutics més segurs i eficients.

### Mitofàgia

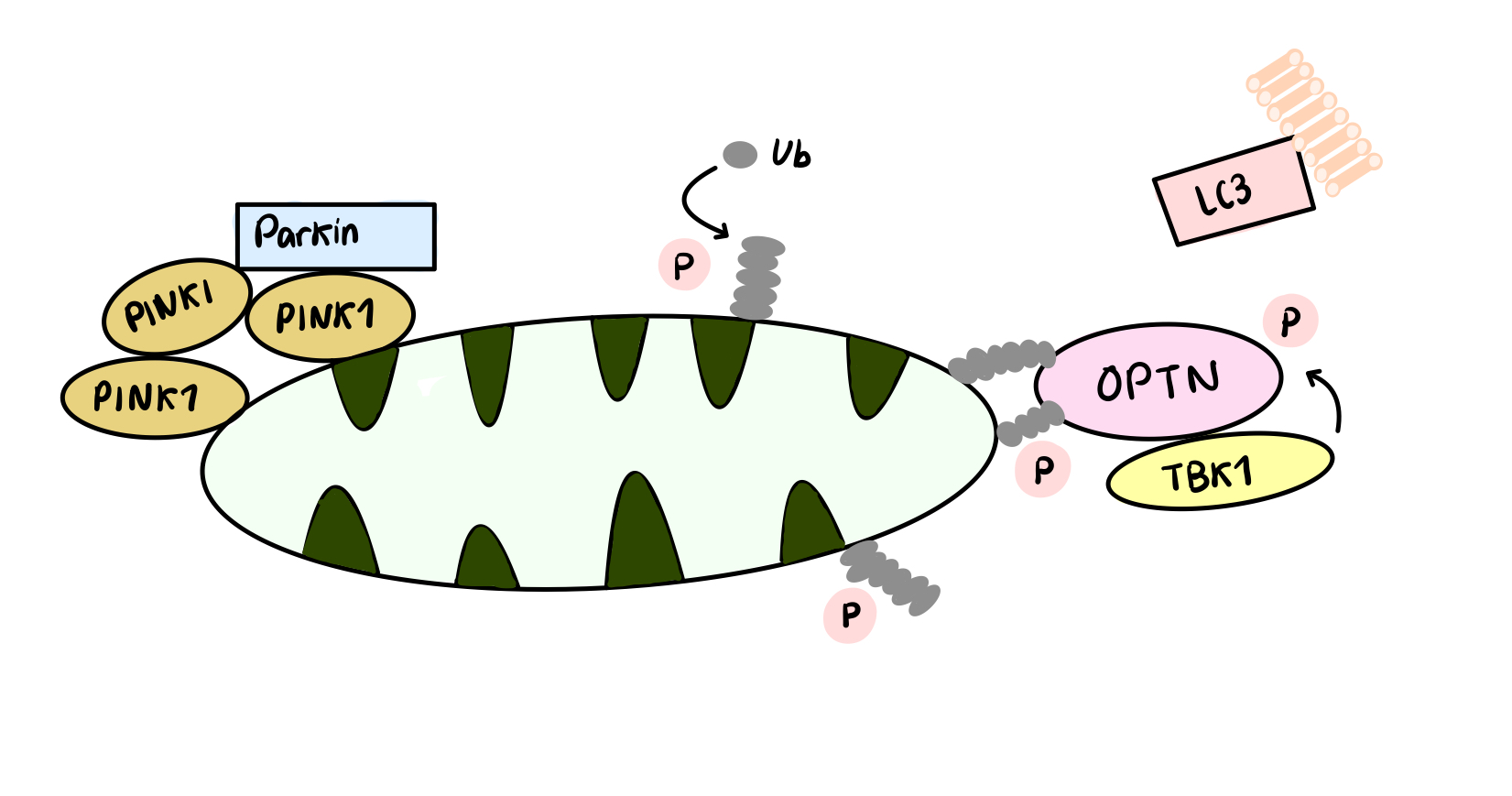
Mitocondris danyats eliminats a través de mitofàgia

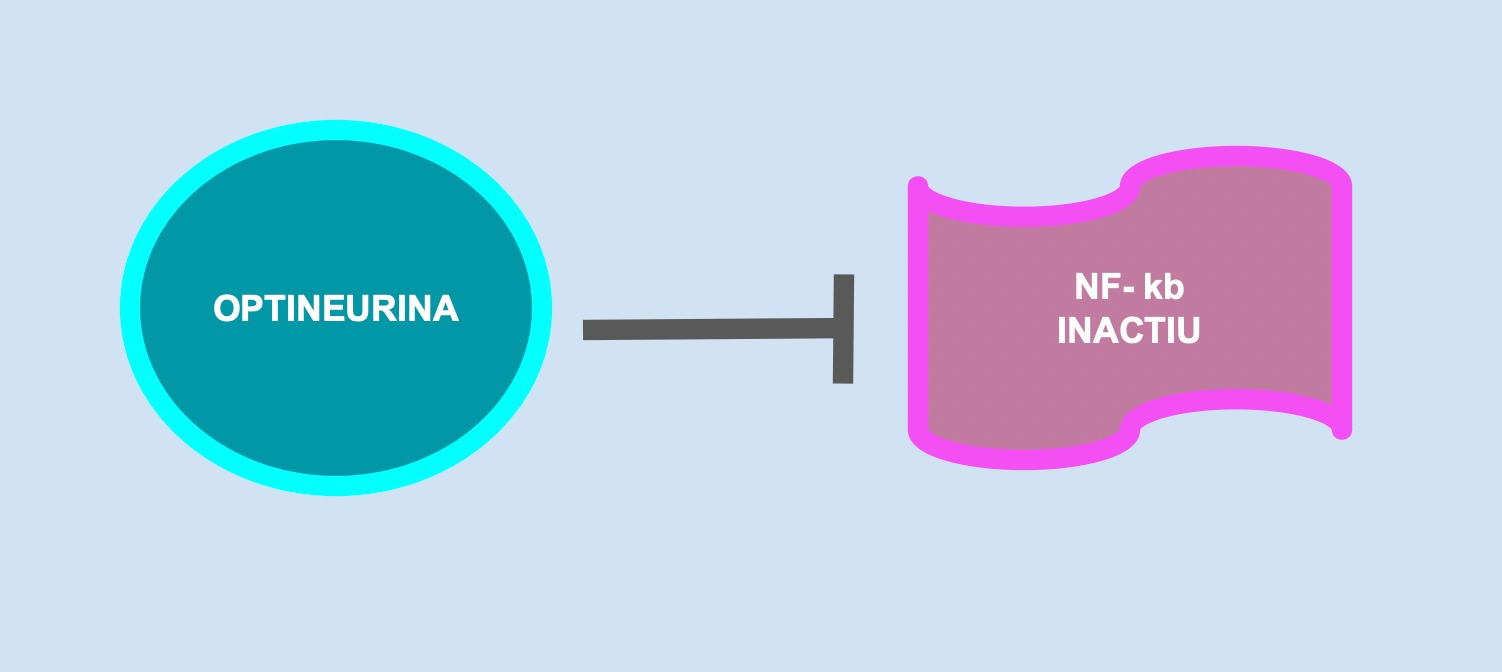
Acció de l'optineurina suprimint el factor nuclear kappa B

L’optineurina té una funció essencial durant la mitofàgia, proccés de reciclatge i degradació de mitocondris que han estat danyats. La mitofàgia està regulada principalment per la proteïna PINK1 i Parkin E3 ubiquitina ligasa. La proteïna PINK1 s’estabilitza en la membrana externa dels mitocondris danyats i recluta al Parkin, que s’encarregarà de construir cadenes d’ubitiquina a les proteïnes de la membrana externa d’aquests mitocondris per tal de marcar-les i que siguin reconegudes per a ser degradades. Seguidament, la proteïna TBK1 es veurà activada i es desplaçarà fins al mitocondri, fosforilant l’optoneurina. D’aquesta forma, la optineurina serà activada i s’associarà amb aquestes proteïnes ubiquinades mitjançant el seu domini UBD, iniciant proccés d’autofàgia per tal de d’aconseguir degradar els mitocondris danyats.

### Optineutrina i mort cel·lular neuronal
Hi existeixen 2 tipus d'optineurina:
- OPTN mutat que causa esclerosis lateral amiotròfica

- Wild-type optineurina (OPTNWT) que suprimeix el factor nuclear kappa B (NF-kB). (El factor NF-kB regula gens involucrats amb la immunitat innata, la producció de citoquines i la supervivència cel·lular.)

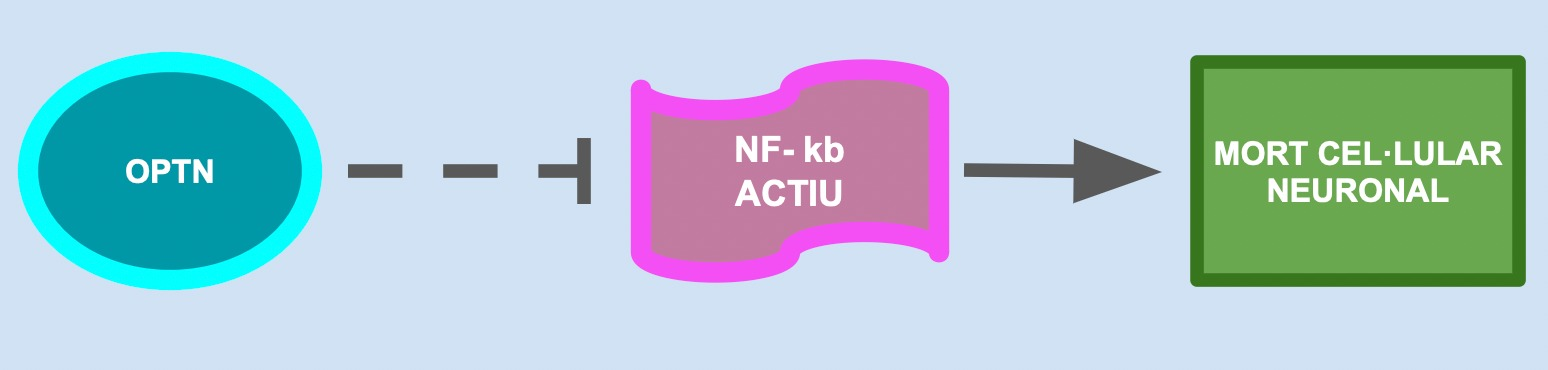
Acció de la falta de l'optineurina en la mort cel·lular neuronal

Per a comprovar l'efecte que té l'optineurina, es van dur a terme experiments utilitzant rates de laboratori. En aquestes, es va suprimir el gen OPTN i, per tant, la síntesi d'optineurina. Seguidament, es va observar l’activitat del NF-kb.
Els resultats d’aquest experiment van mostrar que: Les rates amb el gen OPTN suprimit presenten una major activitat del NF-kb, i de mort neuronal celul·lar. Pel contrari, també es va estudiar l’efecte de la sobreexpressió d’optineurina. En aquest experiment, no hi va haver mort neuronal celul·lar perquè Withfarin A va inhibir l’activació del NF-kb.

## Malalties relacionades amb l'OPTN
Possible relació amb l'esclerosis lateral amiotròfica
L'esclerosis lateral amiotròfica (ELA) podria tenir el seu origen, en alguns casos, en una mutació del gen codificador de l’optineurina. L’ELA és una malaltia que provoca el desgast o la mort de cèl·lules motores nervioses i per tant, la interrupció de l'enviament de senyals nervioses cap als músculs. Amb el temps, es desenvolupa la incapacitat per moure, per exemple, els braços o les cames. L’esclerosis lateral amiotròfica és dividida en 2 categories, ELA familiar (hereditària) i ELA esporàdica. Els dos tipus estan interconnectats perquè la majoria de les mutacions d'ELA familiar també estan presents a l'ELA esporàdica. A més, ha estat demostrat que l’ELA esporàdica també presenta una base genètica.
S’hi han identificat 3 mutacions en el codificant de l'optineurina en pacients amb esclerosis lateral amiotròfica. Per tant, es pot arribar a pensar que aquest gen està directament relacionat amb la malaltia. Les alteracions amb aquest gen inclouen:
- una deleció homozigòtica a l’exon 5
- una mutació sense expressió de proteïnes homozigòtiques al Q398X
- una mutació heterozigòtica al E478G

L’optineurina s’acopla al TBK1, un enzim regulador de la producció d’interferons i de l’autofàgia. Mutacions del TBK1 també van ser descobertes recentment als pacients amb esclerosis lateral amiotròfica. De fet, ha estat observat que la falta d’interacció entre l’optineurina i el TBK1 com a conseqüència de mutacions causants d’ELA, condueix cap a la via neurodegenerativa per dos possibles mecanismes, l’autofàgia o la interrupció de mecanismes de senyalització.
Per exemple, una mutació en el gen OPTN (optineurina) és un factor causant de l’ELA familiar ja que causa l’agregació de TDP-43 (una proteïna nuclear) a neurones. Açò ocorre ja que l’OPTN suprimeix l’expressió del gen TIA1 disminuint el nivell del factor de transcripció NF-kB del TIA1.
Glaucoma d'angle obert
El glaucoma d'angle obert és una malaltia que afecta a més de 67 milions de persones.
El glaucoma és una neuropatia òptica, multifactorial i hereditària, la qual es caracteritza per canvis a la papil·la, alteracions del camp visual, de l'agudesa visual i que pot estar o no acompanyada d'hipertensió ocular; a més d'això, el GPAA és el subtipus més agressiu de tots els glaucomes, ja que la seva evolució és gradual, lenta i asimptomàtica. Hi ha diversos estudis de l'associació del genoma complet on s'han comprovat que només hi ha dos gens que causen glaucoma: el gen de la miocilina (MYOC) i el de l'optineurina (OPTN). L'optineurina és una proteïna multifactorial que es troba al glaucoma de tensió normal i al glaucoma d'angle obert té un paper neuroprotector a l'ull i al nervi òptic. A més, es pot trobar a l'humor aquós.
Els investigadors que publiquen les seves conclusions a la darrera edició de Science que una mutació al gen exerceixen una funció en la proliferació del glaucoma. Tot i així, això no està del tot clar i continuaran treballant.

## Conclusions
Durant aquestes últimes dècades, s’han fet molts avenços respecte el paper de l’optineurina, ja que la seva relació amb diverses malalties ha captat l’atenció de molts investigadors. S’ha pogut determinar la seva funció en diferents processos cel·lulars i vies de senyalització, així com les característiques d’aquesta proteïna. En concret, s’han trobat i investigat a fons tres processos en els que aquesta proteïna juga una funció primordial: en mecanismes de senyalització i tràfic de membranes, en la mitofàgia i en la mort cel·lular neuronal.
Tot i això, encara queden molts avenços per a fer. Com s’ha mencionat prèviament, encara cal investigar sobre l’efecte de les diferents mutacions que pot patir l’optineurina i les possibles malalties (així com el seu desenvolupament) a les que aquestes poden conduir. Aquest estudi és essencial per entendre completament totes les funcions que té aquesta proteïna, així com per dissenyar diferents tècniques per tractar diferents malalties (com, per exemple, la inducció de l’autofàgia). S’ha vist que els ratolins transgènics i amb optineurina poden ser una eina molt útil per a realitzar aquest estudi en un futur.